# Gustav Krklec
Gustav Krklec (Udbinja, 1899. június 23. – Zágráb, 1977. október 30.) horvát költő.

## Élete
1900-ban családjával együtt egy Varasd melletti faluba, Máriasócszentgyörgyre költözött. Tanulmányait Bécsben és Zágrábban végezte, fiatal korában újságíróként dolgozott. 1922-től Belgrádban élt, a tőzsdén volt titkár, ezzel párhuzamosan a Nolit című lapot szerkesztette. 1945-ben tért vissza Zágrábba, ahol több kiadóban, illetve lapnál mint szerkesztő tevékenykedett. 1950 és 1954 között a Matica hrvatska elnöki tisztét töltötte be. A 20. század első felének egyik legjelentősebb horvát költője, verseire a kifejezés egyszerűsége, a formai és metrikus tökéletesség jellemző. Témái az élet örömei, szorongásai és a magány. Számos művet fordított horvát nyelvre németből, oroszból, csehből és szlovénból. Unokaöccse, Nikola Mauracher (Krklec), Gustav Krklec bátyjának gyermeke Bécsben él, a Pension Mozart-ot vezeti, a felesége az osztrák-orosz származású karmester és zongorista Gal Rasché.

## Munkái

### Verseskötetek
- Lirika (1919)
- Srebrna cesta (1921)
- Nove pjesme (1923)
- Ljubav ptica (1926)
- Izlet u nebo (1928)
- San pod brezom (1940)
- Darovi za bezimenu (1942)
- Tamnica vremena (1944)